# Lumo One
Lumo One anciennement Kompassi est une tour d'habitation construite dans le quartier Kalasatama d'Helsinki en Finlande.

## Description
Lumo One est la troisième des huit tours prévues du complexe Redi  construit autour de la station de métro Kalasatama.
Les  tours résidentielles de 23 à 35 étages sont Majakka (2019), Loisto (2021), Lumo One (2022), T7 (2023), Luotsi, Kartta. 
À proximité, il y aura la tour Horisontti,.
Les travaux de construction de Lumo one ont commencé au printemps 2020, et la date d'achèvement estimée de l'édifice est le 1er août 2022. 
La tour Lumo One, qui mesure plus de 120 mètres de haut, compte 31 étages et un total de 291 appartements locatifs de Kojamo. 
La location des appartements a débuté le 1er novembre 2021.
La tour était à l'origine destinée à des propriétaires individuels et le bâtiment était auparavant appelé Kompassi,,,.

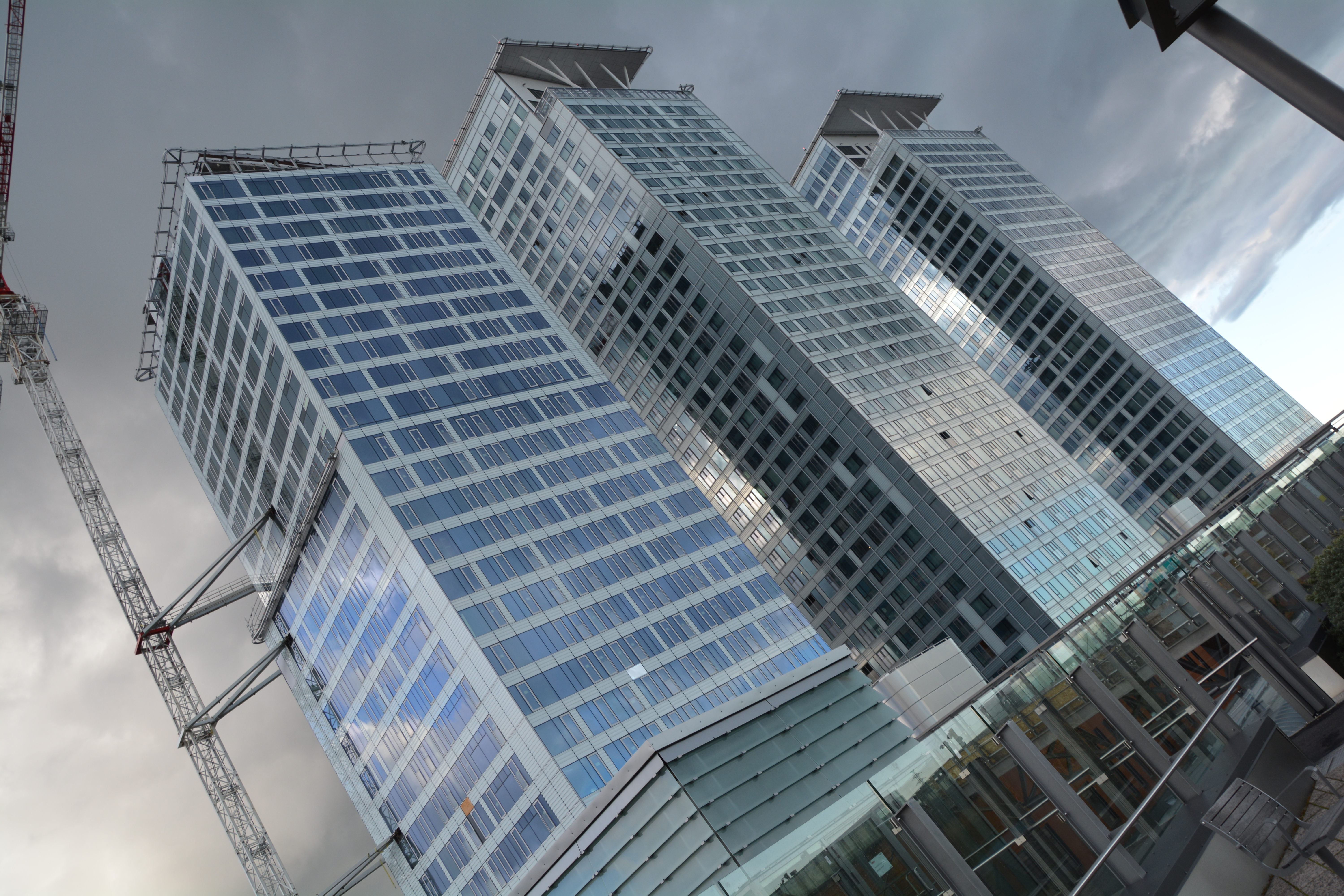
Lumo One, Majakka & Loisto.